# Lanzo Torinese
Lanzo Torinese – miejscowość i gmina we Włoszech, w regionie Piemont, w prowincji Turyn.
Według danych na rok 2004 gminę zamieszkiwały 5144 osoby, 514,4 os./km².